# Staelia longipedicellata
Staelia longipedicellata là một loài thực vật có hoa trong họ Thiến thảo. Loài này được R.M.Salas & E.L.Cabral mô tả khoa học đầu tiên năm 2006.